# Церква Святого Миколая Мирлікійського Чудотворця (Нагуєвичі)
Церква Святого Миколая Мирлікійського Чудотворця в Нагуєвичах — парафія і храм Дрогобицько-Самбірської єпархії Православної церкви України в селі Нагуєвичах Дрогобицької громади Дрогобицького району Львівської области. У згорілому дерев'яному храмі хрестили Івана Франка.

## Історія церкви
Перші згадки про парафіяльну церкву в Нижніх Нагуєвичах походять з 1507 року. У 1650 та 1672 роках вона отримала привілеї від польських королів Яна Казимира і Михайла Вишнивецького.
1800 року збудовано новий дерев'яний храм. Шість морґів поля під будівництво церкви пожертвував Іван Кімакович — прадід Івана Франка. А батько видатного поета, ктитор і член церковного братства Яків виготовив іконостас, підсвічники, хрести та окуття для хоругв; у 1848 році він подарував дороге Євангеліє у срібній оправі.
До 1924 року була дочірньою церквою Верхніх Нагуєвичів, а потім стала головною. У 1961—1989 роках закрита радянською владою.
На Різдвяні свята в ніч з 8 на 9 січня 1996 року історична пам'ятка згоріла. Вогнем було знищено дорогоцінні книги XVII століття та Євангеліє, яке довго зберігалося у фондах місцевого музею, а в 1992 році на вимогу парафіян його повернули до церкви. У серпні того ж року в літературно-меморіальному музеї Івана Франка в Нагуєвичах відбулася виставка «Спалена святиня», де експонувалися вцілілі рештки згорілої церкви.
Через кілька місяців після пожежі громада збудувала каплицю для богослужінь. 26 жовтня 2014 року відбулася перша літургія в новозбудованому храмі.

## Парохи
- о. Федір Сушицький
- о. Євстахій Бучинський
- о. Теодор Сушицький
- о. Теодор Коблянський (1744)
- о. Микола Витошинський ([1828]—1831+)
- о. Максим Колпачкевич (1831—1836, сотрудник)
- о. Микола Гриневецький (1832—1844+)
- о. Юліан Ясеницький (1836—1843, сотрудник)
- о. Іван Федорович (1843—1846, сотрудник)
- о. Сильвестр Лісковацький (1844-1846, адміністратор)
- о. Лев Кордасевич (1846—1852)
- о. Іларій Гриневецький (1846—1849, сотрудник)
- о. Людвик Заградник (1849—1850, сотрудник)
- о. Григорій Білинський (1850—1852, 1862—1865+, сотрудник)
- о. Іван Давидович (1852—1853, сотрудник; 1853—1854, адміністратор)
- о. Григорій Коблош (1853—1856, сотрудник)
- о. Йосип Левицький (1854—1860)
- о. Ананія Нагорняцевський (1858—1862, сотрудник)
- о. Михайло Лісикевич (1860—1862)
- о. Василь Білинський (1862—1892+)
- о. Теофіл Турчманович (1868—1870, сотрудник)
- о. Северин Турчманович (1870—1871, сотрудник)
- о. Ілля Сьокало (1873—1877, сотрудник)
- о. Юліан Білинський (1877—1886, сотрудник)
- о. Йосиф Білинський (1887—1890, сотрудник)
- о. Микола Білинський (1891—1894, сотрудник)
- о. Іван Савчак (1892—1893, адміністратор)
- о. Антін Криницький (1894—1896, сотрудник)
- о. Михайло Єднакий (1893—[1939])
- о. Іполит Хиляк (1896—1898, сотрудник)
- о. Григорій Петрущак (1989—2001),
- о. Андрій Безушко — нині.